# Amministratore di società
Un amministratore di società, nel diritto italiano, è colui il quale in una società ha funzioni di dirigenza ed organizzazione, rendendosi responsabile  delle proprie scelte verso la società od organizzazione. 
Si parla di amministratore unico quando un solo soggetto ricopre tale incarico. Si parla di consiglio di amministrazione, nelle società di persone, e si parla di socio o soci amministratori, nelle società di capitali e nelle società cooperative, quando ricorre tale organo.
Ed allora più soggetti ricoprono invece singolarmente tale incarico di amministratori. 
Nel caso di consiglio di amministrazione di solito si nominano un presidente ed un vicepresidente, che abbiano la rappresentanza legale verso l'esterno della società, cioè, come comunemente si dice, la firma sociale, cioè la facoltà di rappresentare la società verso i terzi, impegnando legalmente la società, dando seguito a quanto deciso dal consiglio di amministrazione.
Spesso, nell'ambito di un consiglio di amministrazione, si nominano uno o più amministratori delegati, che assumono per conto del consiglio, tutte le decisioni in un determinato ambito fissato dall'atto di nomina, fermo restando che l'amministratore delegato è responsabile dei propri atti e delle proprie scelte verso il consiglio di amministrazione, il quale ultimo è responsabile verso i soci. Nell'ambito del consiglio di amministrazione, è amministratore della società ciascuno dei componenti, definiti consiglieri di amministrazione.